# Ајдарли
Ајдарли или Хајдарли (грч. Βαπτιστής, Ваптистис) је насељено место у општини Кукуш у периферији Средишња Македонија, Грчка. Према попису из 2021. године било је 307 становника.
Према бугарском географу и историчару, Василу Канчову, у Ајдарлију је 1900. године живело 80 Словена хришћана. Током Другог балканског рата грчка војска је запалила село а становништво је протерано. Године 1922. насељене су грчке избеглице из Турске. На попису из 1928. године Ајдарли је имао 961 становника.